# Phlebotomus fengi
Phlebotomus fengi är en tvåvingeart som beskrevs av Charles William Leng och Zhang 1994. Phlebotomus fengi ingår i släktet Phlebotomus och familjen fjärilsmyggor.
Artens utbredningsområde är Yunnan (Kina). Inga underarter finns listade i Catalogue of Life.